# Список экорегионов Чада
Ниже приводится список экорегионов в Чаде, согласно Всемирному Фонду дикой природы (ВФП).

## Наземные экорегионы
по основным типам местообитаний

### Тропические и субтропические луга, саванны и кустарники
- Восточные Суданские саванны
- Сахельская акациевая саванна

### Затопляемые луга и саванны
- Затопленная саванна озера Чад

### Пустыни и засухоустойчивые кустарники
- Восточно-сахарские горные ксерические редколесья
- Горные ксерические редколесья Тибести и Эль-Увейната
- Пустыня Сахара
- Южно-сахарские степи и редколесья

## Пресноводные экорегионы
по биорегиону

### Нило-Судан
- Высохший Сахель
- Водосбор Чада